# Qūrmīsh
Qūrmīsh (persiska: قورمیش, Qowrmīsh) är en ort i Iran.   Den ligger i provinsen Västazarbaijan, i den nordvästra delen av landet, 500 km väster om huvudstaden Teheran. Qūrmīsh ligger 1 441 meter över havet och antalet invånare är 178.
Terrängen runt Qūrmīsh är kuperad åt sydost, men åt nordväst är den platt. Runt Qūrmīsh är det ganska tätbefolkat, med 155 invånare per kvadratkilometer. Närmaste större samhälle är Būkān, 15,2 km söder om Qūrmīsh. Trakten runt Qūrmīsh består i huvudsak av gräsmarker.